# Конкурс (противотанковый ракетный комплекс)
«Ко́нкурс» (индекс комплекса — 9К111-1, ракеты — 9М113, первоначальное наименование — «Гобой», по классификации МО США и НАТО — AT-5 Spandrel) — советский противотанковый ракетный комплекс. Был разработан в КБ Приборостроения, г. Тула. Предназначен для поражения танков, инженерных и фортификационных сооружений.
Комплекс разрабатывался с 1970 года и был принят на вооружение в январе 1974 года. Впервые был продемонстрирован советской общественности на параде ко Дню ВОСР на Красной площади 7 ноября 1977 года. Самоходная пусковая установка смонтирована на шасси БРДМ-2, также ПТРК «Конкурс» комплектовались БМП-1П, БМП-2, БМД-2, БМД-3.
В отличие от предыдущих ПТРК на вооружении СА, «Конкурс» имеет полуавтоматическую систему наведения, более удобную для применения на ходу, с движущейся машины, управление ракеты по проводу. По принципу работы и тактико-техническим характеристикам аналогичен американскому ПТРК «Тоу», и франко-германскому ПТРК «Хот». Когда комплекс был представлен публике, среди военных обозревателей на Западе бытовало мнение, что ПТУР «Конкурс» способна пробить 500-600 мм гомогенной броневой стали.
Впоследствии была разработана модификация 9K111-1М «Конкурс-М» (первоначальное наименование — «Удар») с улучшенными характеристиками (тандемная БЧ), принятая на вооружение в 1991 году. ПТРК «Конкурс» выпускался по лицензии в ГДР, Иране (т. н. «Towsan-1», с 2000 года) и Индии («Конкурс-М»).

## Состав

### Боевая машина 9П148
Основная статья 9П148 «Конкурс»

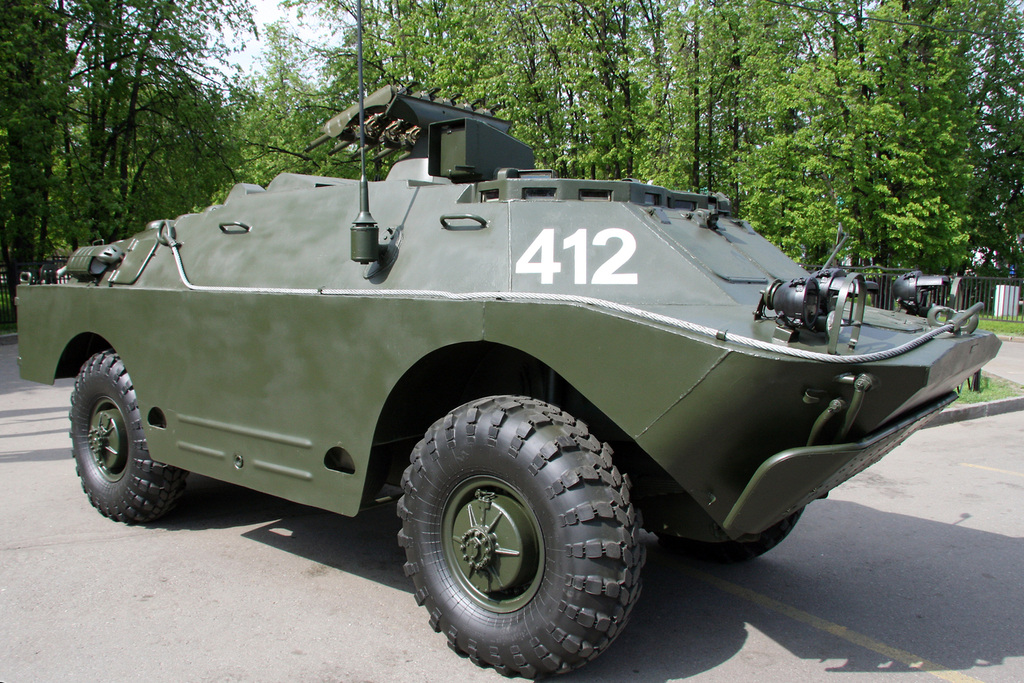
Пусковая установка 9П148

Кузов пусковой установки 9П148 ПТРК «Конкурс» видоизменен по отношению к базовому кузову БРДМ-2. Изменения обеспечивают размещение пусковой установки, визира, а также электроприводов их наведения и синхронизации. В оригинальном листе крыши корпуса сделан вырез под выход пусковых направляющих. Вырез закрыт прямоугольным люком с электроприводом. В люке командира размещен визир (прицел — прибор наблюдения) 9Ш119 с возможностью быстрой грубой переброски вручную по горизонту, либо плавным слежением за целью с помощью электропривода. Визир в походном положении закрыт броневой заслонкой с ручным приводом. С целью предохранения оптики имеется «боевое стекло», открываемое только при боевой работе, тоже вручную. Предусмотрен светофильтр для защиты зрения наводчика от воздействия светового излучения ядерного взрыва, лазерного излучения и т. п. Привод фильтра — тоже ручной.

### Пусковая установка 9П135

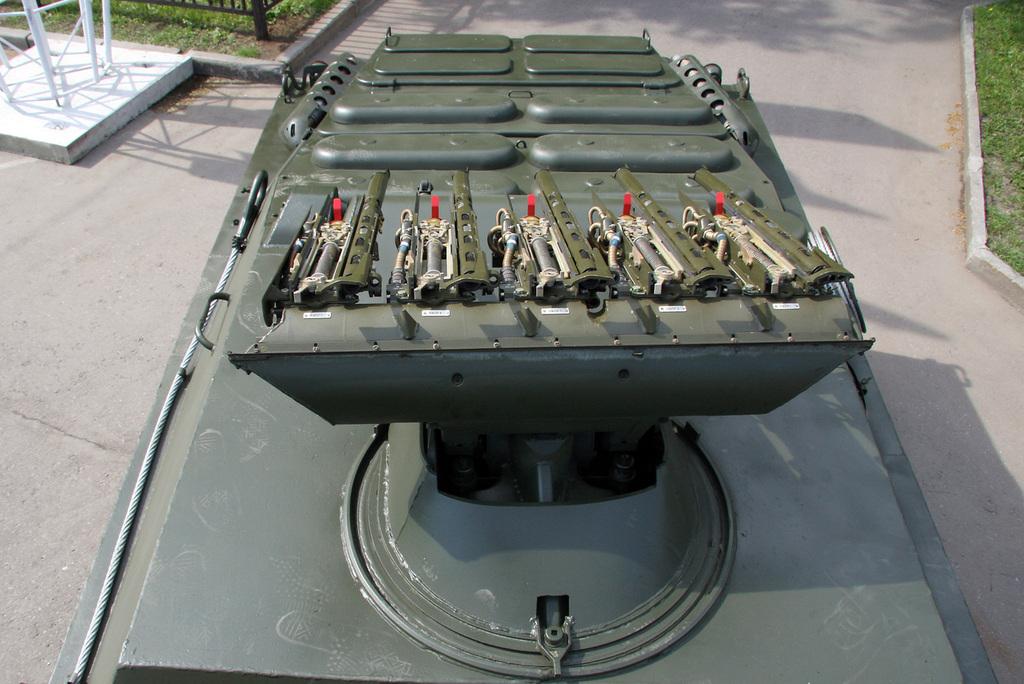
Пусковые направляющие на крыше корпуса 9П148

Аппаратурная часть боевой машины 9П148 выполнена на основе блоков переносной установки 9П135, размещенных в корпусе. Также в комплекте уложен станок 9П56 от носимого варианта. Таким образом, возможно полноценное использование противотанкового комплекса вне боевой машины, для чего необходимо демонтировать визир, аппаратуру управления, извлечь из укладки станок и собрать ПУ. Специальных инструментов для этого не требуется — все блоки закреплены барашковыми гайками, визир вынимается вверх через специальный лючок в своей башенке с использованием стандартного башенного ключа.
Помимо стандартных блоков установки 9П135, в БМ «Конкурс» содержатся специальные блоки:
- блок индикации световых помех (позволяет обнаружить световые помехи, мешающие полуавтоматическому наведению ракеты в цель);
- встроенная аппаратура контроля и проверки цепей пуска;
- электромеханические приводы наведения и синхронизации.

Возможность проверки цепей пуска позволяет проконтролировать работоспособность всей цепочки процедуры запуска без реального пуска изделий. Поскольку для старта ракеты используется безоткатный принцип, запуск сопровождается выбросом факела пламени из торцевой части контейнера на примерно 10—15 м. В связи с этим крайне важна надежная изоляция двигательного и боевого отсеков от воздействия пламени. Проверка цепей пуска позволяет диагностировать неисправности механизма сброса защитных жалюзи воздухопритока, обрывы в линиях концевых выключателей механизмов стопорения «по-походному» и сигнализации закрытия люков экипажа и оружия.

### ПТУР9М113

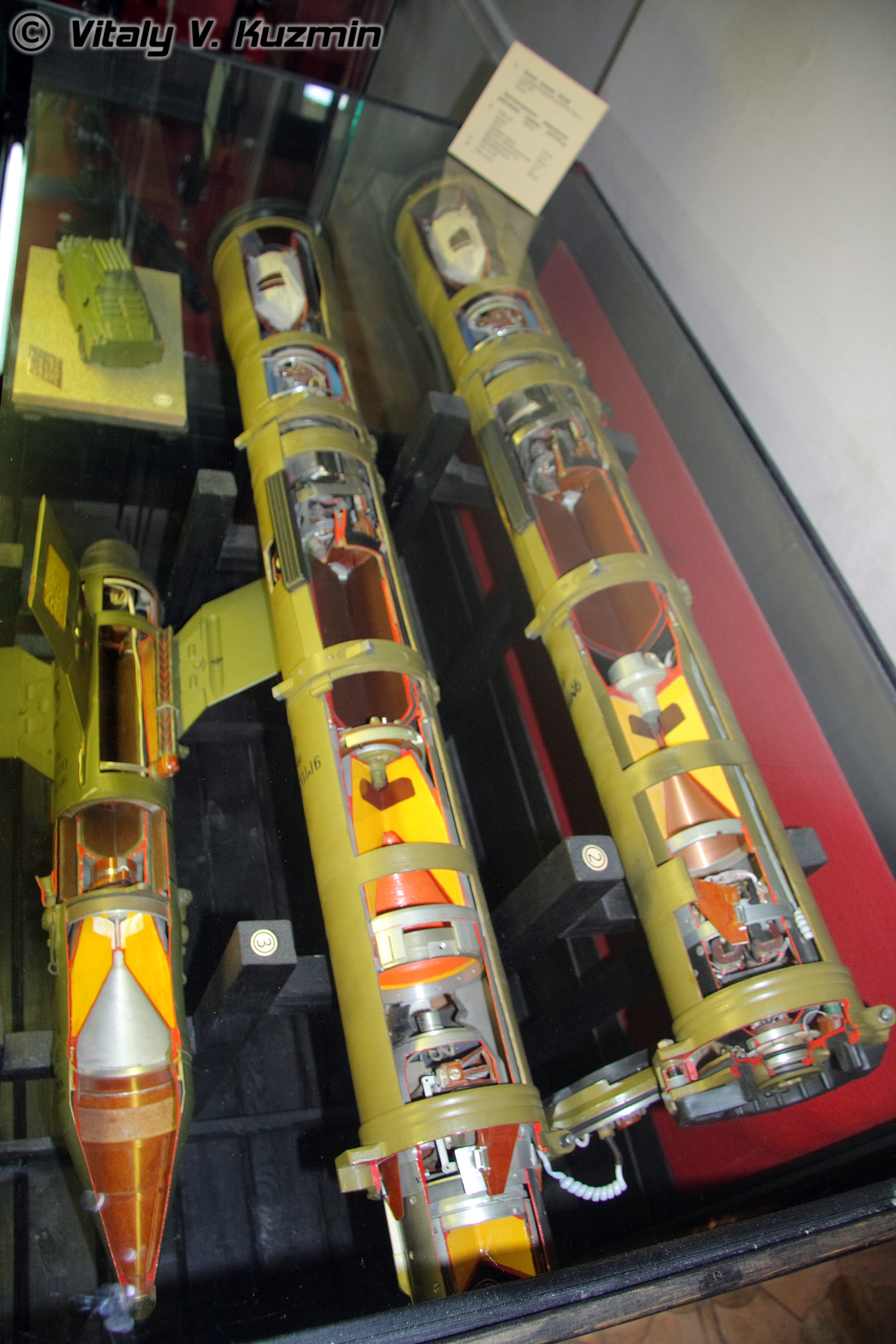
ПТУРСы 9М14П1, 9М113М и 9М113 в Тульском госмузее оружия

Ракеты комплекса 9М113, 9М111 (и их модификации) широко описаны в литературе. Отдельного описания заслуживает процесс пуска. Сложный на первый взгляд, он обеспечивает пуск изделия только при полной отработке всех процедур, необходимых для надёжного старта, и исключающий пуск изделия при каких-либо неполадках.
1. При нажатии кнопки «пуск» оператором замыкается электроцепь пиропатрона откидной передней крышки ТПК, крышка открывается, освобождая нажимную тягу замыкателя пиропатрона отсека энергопитания (на нём же расположен разъём Ш9, обеспечивающий коммутацию электроцепей ракеты и боевой машины).
2. Под воздействием импульса пиропатрона разделённые элементы питания смыкаются и подают энергопитание в бортовую сеть изделия. Воспламеняется пороховой генератор гироскопа. После раскрутки гироскопа до рабочих оборотов (порядка 10000 оборотов в минуту) инерционный замыкатель коммутирует запал вышибного заряда.
3. Вышибной заряд воспламеняется, выталкивая изделие из ТПК.
4. Маршевый двигатель воспламеняется от собственного инерционного замыкателя, после достижения ракетой скорости около 300 м/с (что происходит на удалении примерно 70 м от огневой позиции).

## Тактико-технические характеристики
- Длина ракеты (с вышибной установкой): 1165 мм
- Длина ТПК с ракетой: 1260—1263 мм
- Диаметр: 135 мм
- Размах крыла: 468 мм
- Дальность стрельбы:
  - днём — 75—4000 м
  - ночью — 75—3500 м
- Масса переносной ПУ 9П135: 22 кг
- Стартовая масса ракеты: 14,5 кг (<=17 кг 9М113М[6])
- Масса ракеты в ТПК: 25,3 кг (<=27,4 кг 9М113М[6])
- Масса кумулятивной боевой части: 2,7 кг
- Средняя скорость полёта ракеты: ~208 м/с
- Бронепробиваемость:
  - под углом 60° — 250 мм
  - под углом 90°, с вероятностью 0,5 — 750—800 мм у 9М113М[6]

## Операторы

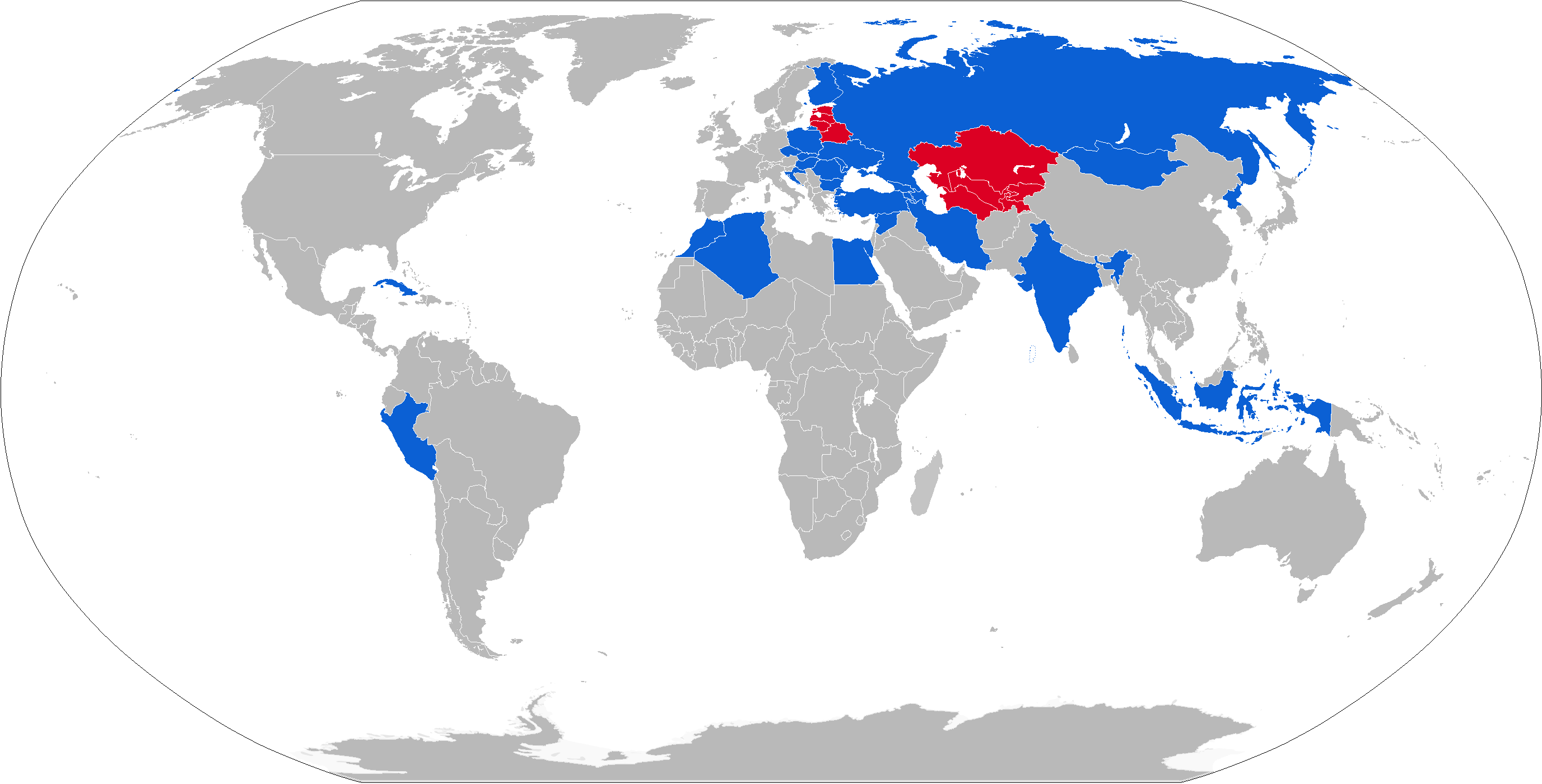
Операторы ПТРК «Конкурс»

- Азербайджан — 20 боевых машин 9П148 и 400 ракет 9М113 [7]
- Алжир — некоторое количество комплексов 9К111-1 «Конкурс», по состоянию на 2010 год[8],
- Армения — 9 боевых машин 9П148, по состоянию на 2016 год[9]
- Беларусь — 126 боевых машин 9П148 по состоянию на 2016 год[10]
- Болгария — 236 комплексов 9К111 «Фагот» и 9К111-1 «Конкурс», по состоянию на 2010 год[11], 400 ПТУР 9М113 были произведены по лицензии для БМП-30 в период с 1988 по 1996 годы[12]
- Венгрия — 100 боевых машин и 2060 ракет 9М113 поставлены из СССР в период с 1974 по 1988 годы[12], по состоянию на 2010 год 100 комплексов 9К111-1 «Конкурс» всё ещё находятся на вооружении[13]
- Гвинея — некоторое количество ПТУР 9М113, по состоянию на 2010 год[14]
- Грузия — некоторое количество 9М113, по состоянию на 2017 год[15]
- ГДР — 52 боевые машины 9П148 поставлены из СССР в период с 1980 по 1983 годы[12], 11 200 ракет 9М113 поставлено из СССР в период с 1980 по 1989 годы[12]
- Египет — 580 ракет 9М113 для бронетранспортёров Fahd поставлено из России в период с 1992 по 1995 годы[12]
- Индия — 110 СПТРК на базе БРДМ-2 с ракетами 9М111 и 9М113 (предположительно 9П148), по состоянию на 2010 год[16], 1000 ракет 9М113 поставлены из СССР в период с 1989 по 1991 годы[12]. 25 000 ракет 9М113 заказаны у СССР в 1988 году, производятся по лицензии с 1992 года (включая версию 9М113М), по состоянию на 2011 год произведено 12 800 ракет[12]
- Ирак — состояли на вооружении иракской армии во время Войны в Персидском заливе[17]
- Иран — некоторое количество комплексов 9К111-1 «Конкурс», по состоянию на 2010 год[18], ракеты производятся по лицензии под обозначением Towsan-1, в период с 1999 по 2011 годы произведено 2400 единиц 9М113[12]
- Казахстан — некоторое количество комплексов 9К111-1 «Конкурс», по состоянию на 2010 год[19]
- Кыргызстан — 12 единиц 9К111-1 «Конкурс», по состоянию на 2016 год [20][21]
- КНДР — некоторое количество комплексов 9К111-1 «Конкурс», по состоянию на 2010 год[22]
- Кот-д’Ивуар — некоторое количество комплексов 9К111-1 «Конкурс», по состоянию на 2010 год[23]
- Ливия — некоторое количество комплексов 9К111-1 «Конкурс», по состоянию на 2010 год[24]
- Молдова — 19 комплексов 9К111-1 «Конкурс», по состоянию на 2010 год[25]
- Марокко — 100 ракет 9М113 поставлено из России в 2001 году[12]
- Польша — 800 ракет 9М113 поставлено из СССР в период с 1987 по 1989 годы[12], по состоянию на 2010 год, на вооружении всё ещё находятся 18 комплексов 9К111-1 «Конкурс»[26]
- Россия:
  - Сухопутные войска Российской Федерации — некоторое количество комплексов 9К111-1 «Конкурс», по состоянию на 2010 год[27]
  - Береговые войска ВМФ России — 72 комплекса 9К11 «Малютка» и 9К111-1 «Конкурс», по состоянию на 2010 год[28]
- Румыния — 48 единиц 9П148, по состоянию на 2010 год[29]
- Сирия — 400 ракет 9М113 поставлено из СССР в период с 1984 по 1987 годы[12], по состоянию на 2010 год, на вооружении всё ещё находятся 40 комплексов 9К111-1 «Конкурс»[30]
- Словакия — 425 комплексов 9К11 «Малютка» и 9К111-1 «Конкурс», по состоянию на 2010 год[31]
- СССР
- Туркменистан — некоторое количество комплексов 9К111-1 «Конкурс», по состоянию на 2010 год[32]
- Черногория — 19 комплексов 9К111-1 «Конкурс», по состоянию на 2010 год[33]
- Чехия — 21 единица 9П148, по состоянию на 2010 год[34]
- Украина — некоторое количество комплексов 9К111-1 «Конкурс», по состоянию на 2010 год[35]
- Финляндия — 520 ракет 9М113 для БМП-2 поставлено из СССР и России в период с 1988 по 1992 годы[12]
- Эритрея — 200 комплексов 9К11 «Малютка» и 9К111-1 «Конкурс», по состоянию на 2010 год[36]